# 오몽을
오몽을(吳蒙乙, ? ~ 1398년)은 고려 말 조선 초의 문신이며, 조선의 개국공신이다. 본관은 보성(寶城). 고려 말에 대장군(大將軍)을 지내다가 1392년 7월 17일에 조선 개국에 참여하여 일등공신(一等功臣)으로 봉해졌다. 연산부(延山府, 연안군) 수령과 강원도 관찰사를 지냈으며, 보성군(寶城君)에 봉해졌다. 제1차 왕자의 난 때 정안대군파에 의해 좌천되어 유배에 처해졌다가 1398년 음력 10월 10일 참형당했다.